# Who Am I This Time?
Who Am I This Time? es una película de 1982 dirigida por Jonathan Demme y basada en el cuento corto escrito por Kurt Vonnegut, Jr.
La música de la película fue compuesta por John Cale de The Velvet Underground. Fue filmada en Hinckley, Illinois, lugar que sirvió para ambientar la ficticia North Crawford.

## Argumento
Christopher Walken interpreta a Harry Nash, el encargado de una tienda de hardware que ha conseguido un relativo éxito debido a sus actuaciones en el teatro local. Cuando no está actuando o ensayando, Harry se retrae, transformándose en una personalidad tímida e insegura. La historia avanza y Helene Walsh (Susan Sarandon), una mujer que se encuentra de paso por la ciudad, asiste a una audición para el papel de Stella, donde conoce a Harry que interpreta a Stanley Kowalski en una producción de Un tranvía llamado Deseo. Ignorando los indicios del carácter introvertido de Harry, Helene se enamora de la figura de "Stanley", el personaje de Harry, y confunde su timidez con rechazo. Esto termina en una torpe e irregular actuación en la segunda noche de la obra, pero Helene se recupera a tiempo para la última noche y le regala a Harry una copia de Romeo y Julieta. De ahí en adelante, Harry y Helene encuentran que pueden tener una relación recitando citas de personajes uno al otro, y la historia finaliza con Harry interpretando una escena de La importancia de llamarse Ernesto de Oscar Wilde.